# Једина љубав
Једина љубав (рум. Daria, iubirea mea) румунска је теленовела, снимана од 2006. до 2007.
У Србији је приказивана током 2013. на телевизији Хепи (од 2009. Телевизија Кошава).

## Синопсис
Дан Никита је млад и перспективан роцк музичар са великом жељом за успехом и љубављу. Живи безбрижан живот захваљујући свом оцу, моћном власнику казина. Иако воли и подржава свог сина, он упорно жели да његов син живи мало озбиљније.
Али тамо где очинска упорност не успева, ова искрена љубав може превладати. Дан се заљубљује у Дари, девојчицу-сироче која, поред тога што је достојна и добра ученица, покушава постати позната балерина.
Али Дан има девојку, модног дизајнера жељног славе и богатства који користи своје односе да би успео у својим плановима. Да ли ће Дан бити у стању да се носи са тежином коју прави живот или ће бити препуштен старим искушењима и угодном животу.
Хоће ли једина љубав превладати све препреке које живот доноси …